# Grevegården
Grevegården i Skalbjerg på Vestfyn ("Højfyn") er en gammel proprietær slægtsgård der har været i familien Greve's eje i generationer. Indtil Kommunalreformen 2007 hørte gården til Vissenbjerg Kommune, der i dag er lagt ind under Assens Kommune.
Den nuværende ejer, Kjeld Greve, overtog gården i 1966 efter sin far, Christian Greve – der overtog gården efter sin far Jørgen Jørgensen Greve i 19XX – og drev den med ager- og skovbrug og svineproduktion frem til 1989, hvor gården – for anden gang siden sin opførelse – nedbrændte sammen med en stor del af gårdens store svinebesætning, er gik til i flammerne eller måtte aflives efterfølgende. Stuehuset og en enkelt avlsbygning var det eneste, der stod tilbage efter branden.
Da Greve-familien ikke fik lov til at genopføre gården til samme produktion, som før gården nedbrændte, blev stuehuset og grunden, der har en central placering i landsbysamfundet Skalbjerg, efterfølgende solgt til et almennyttigt boligselskab der i starten af 1990'erne opførte bofællesskabet "Gl. Grevegård" under Arbejdernes Boligforening i Odense/Vissenbjerg Sogns Andelsboligforening.
Stuehuset blev i den forbindelse ombygget. Blandt andet blev det oprindelige skiftertag udskiftet med røde tegl, ligesom gulstensfacaden med de karakteristiske hvide friser omkring bl.a. vinduerne, blev malet skagensgul og inddraget til fælleshus for beboerne.
Grevegården blev samtidig udflyttet til adressen Kirkehelle 50 i Vissenbjerg – en del af gårdens eksisterende jordtilligende. Her opførte familien Greve i 1990 et moderne hovedhus, hvorfra Kjeld Greve drev ager- og skovbruget aktivt videre frem til sin pensionering.
I 2007 blev en del af gårdens agerjord frasolgt, og gården består i dag som en udpræget lystejendom med pragtfuld beliggenhed omgivet af marker og skov i et vidunderligt kuperet terræn. Familien Greve bebor stadig Grevegården.
|  | Denne artikel om en bygning eller et bygningsværk kan blive bedre, hvis der indsættes et (bedre) billede. Du kan hjælpe ved at afsøge Wikimedia Commons for et passende billede eller lægge et op på Wikimedia Commons med en af de tilladte licenser og indsætte det i artiklen. |

55°22′4.82″N 10°8′49.28″Ø / 55.3680056°N 10.1470222°Ø